# Parafia Najświętszej Maryi Panny Królowej Polski w Żninie
Parafia Najświętszej Maryi Panny Królowej Polski w Żninie – rzymskokatolicka parafia w Żninie, należy do dekanatu żnińskiego. 

## Historia parafii
Powstała w 1973 roku z parafii św. Floriana w Żninie. Obecny kościół poewangelicki zbudowany w stylu neogotyckim w 1909 roku w miejscu dawnego zespołu klasztornego dominikanów (1338-1839). Wewnątrz znajduje się m.in. XVII w. obraz Matki Boskiej z Dzieciątkiem - Królowej Polski, tzw. Matki Boskiej Gankowej (kiedyś obraz ten znajdował się w krużganku klasztornym), barokowy krzyż ołtarzowy oraz stacje Męki Pańskiej wykonane przez lokalnego artystę plastyka Edmunda Kapłońskiego. Mieści się przy ulicy Lewandowskiego.